# Turn- und Sportverein Bayer 04 Leverkusen 1990-1991
Questa voce raccoglie le informazioni riguardanti il Turn- und Sportverein Bayer 04 Leverkusen nelle competizioni ufficiali della stagione 1990-1991.

## Stagione
Nella stagione 1990-1991 il Bayer Leverkusen, allenato da Jürgen Gelsdorf, concluse il campionato di Bundesliga al 8º posto. In Coppa di Germania il Bayer Leverkusen fu eliminato al secondo turno dal Bayer Uerdingen. In Coppa UEFA il Bayer Leverkusen fu eliminato agli ottavi di finale dal Brøndby.

## Maglie e sponsor
Lo sponsor tecnico è il marchio Tedesco Adidas.
| Casa |

## Rosa
| N. |                     | Ruolo | Calciatore         |
| -- | ------------------- | ----- | ------------------ |
| 1  | Germania (bandiera) | P     | Rüdiger Vollborn   |
| 5  | Romania (bandiera)  | C     | Ioan Lupescu       |
| 9  | Germania (bandiera) | A     | Ulf Kirsten        |
| 23 | Germania (bandiera) | P     | Dirk Heinen        |
|    | Germania (bandiera) | D     | Franco Foda        |
|    | Germania (bandiera) | D     | Thomas Hörster     |
|    | Brasile (bandiera)  | D     | Jorginho           |
|    | Germania (bandiera) | D     | Martin Kree        |
|    | Germania (bandiera) | D     | Oliver Pagé        |
|    | Germania (bandiera) | D     | Jürgen Radschuweit |
|    | Germania (bandiera) | D     | Alois Reinhardt    |
|    | Germania (bandiera) | D     | Erich Seckler      |

| N. |                     | Ruolo | Calciatore         |
| -- | ------------------- | ----- | ------------------ |
|    | Germania (bandiera) | D     | Jens Tschiedel     |
|    | Polonia (bandiera)  | C     | Andrzej Buncol     |
|    | Germania (bandiera) | C     | Andreas Fischer    |
|    | Germania (bandiera) | C     | Knut Reinhardt     |
|    | Germania (bandiera) | C     | Matthias Stammann  |
|    | Germania (bandiera) | C     | Markus von Ahlen   |
|    | Germania (bandiera) | A     | Marcus Feinbier    |
|    | Germania (bandiera) | A     | Heiko Herrlich     |
|    | Polonia (bandiera)  | A     | Marek Leśniak      |
|    | Germania (bandiera) | A     | Christian Schreier |
|    | Germania (bandiera) | A     | Marko Schröder     |
|    | Germania (bandiera) | A     | Andreas Thom       |

## Organigramma societario
Area tecnica
- Allenatore: Jürgen Gelsdorf, Peter Hermann
- Allenatore in seconda:
- Preparatore dei portieri:
- Preparatori atletici:

## Calciomercato

### Sessione estiva
| Acquisti | Acquisti          | Acquisti            | Acquisti |
| R.       | Nome              | da                  | Modalità |
| -------- | ----------------- | ------------------- | -------- |
| D        | Franco Foda       | Kaiserslautern      |          |
| A        | Ulf Kirsten       | Dinamo Dresda       |          |
| C        | Ioan Lupescu      | Dinamo Bucarest     |          |
| C        | Matthias Stammann | 1. FSV Schwerin     |          |
| D        | Jens Tschiedel    | Bayer Leverkusen II |          |

| Cessioni | Cessioni             | Cessioni           | Cessioni |
| R.       | Nome                 | a                  | Modalità |
| -------- | -------------------- | ------------------ | -------- |
| A        | Sven Demandt         | Fortuna Düsseldorf |          |
| P        | Bernd Dreher         | Uerdingen 05       |          |
| C        | Florian Hinterberger | Monaco 1860        |          |
| C        | Terje Olsen          | Elverum            |          |

### Sessione invernale
| Acquisti | Acquisti | Acquisti | Acquisti |
| R.       | Nome     | da       | Modalità |
| -------- | -------- | -------- | -------- |

| Cessioni | Cessioni              | Cessioni  | Cessioni |
| R.       | Nome                  | a         | Modalità |
| -------- | --------------------- | --------- | -------- |
| D        | Jean-Pierre de Keyser | Osnabrück |          |

## Risultati

### Bundesliga

#### Girone di andata
| Arbitro: | Dellwing |

|                      |           |             |
| Effenberg 86’ (rig.) | Marcatori | 63’ Kirsten |

| Arbitro: | Osmers |

|                             |           |                                 |
| Kirsten 41’ Foda 71’ (rig.) | Marcatori | 18’ Hausmann 89’ (rig.) Dittwar |

| Arbitro: | Umbach |

|           |           |              |
| Klauß 44’ | Marcatori | 66’ Jorginho |

| Arbitro: | Steinborn |

|                   |           |          |
| Schreier 55’, 89’ | Marcatori | 53’ Sané |

| Arbitro: | Amerell |

|                          |           |                      |
| Thom 4’, 26’ Lupescu 76’ | Marcatori | 87’ (rig.) Knoflíček |

| Arbitro: | Merk |

|  |           |                          |
|  | Marcatori | 21’ Kirsten 58’ Schreier |

| Arbitro: | Wiesel |

|             |           |  |
| Kirsten 78’ | Marcatori |  |

| Arbitro: | Albrecht |

|                      |           |          |
| Dooley 24’ Hotić 47’ | Marcatori | 81’ Thom |

| Arbitro: | Neuner |

|              |           |           |
| Schreier 53’ | Marcatori | 82’ Klotz |

| Arbitro: | Birlenbach |

|                             |           |             |
| Rzehaczek 44’ Kohn 76’, 89’ | Marcatori | 41’ Kirsten |

| Leverkusen 19 ottobre 1990, ore 20:00 CET 11ª giornata | Bayer Leverkusen | 0 – 0 referto | Werder Brema | Ulrich-Haberland-Stadion (14 500 spett.)\| Arbitro: \| Kriegelstein \| |
| Arbitro:                                               | Kriegelstein     |               |              |                                                                        |

| Arbitro: | Tritschler |

|            |           |              |
| Criens 40’ | Marcatori | 65’ Schreier |

| Arbitro: | Fux |

|                      |           |  |
| Leśniak 35’ Thom 68’ | Marcatori |  |

| Arbitro: | Theobald |

|                               |           |              |
| Furtok 53’ Doll 57’ Nando 87’ | Marcatori | 76’ Schreier |

| Arbitro: | Dellwing |

|                       |           |                              |
| Foda 77’ Herrlich 87’ | Marcatori | 8’ (aut.) Seckler 64’ Möller |

| Arbitro: | Boos |

|             |           |         |
| Wegmann 13’ | Marcatori | 8’ Thom |

| Arbitro: | Tritschler |

|                                         |           |          |
| Kree 19’ (rig.) Leśniak 48’ Kirsten 74’ | Marcatori | 78’ Rahn |

#### Girone di ritorno
| Arbitro: | Föckler |

|          |           |                           |
| Pagé 62’ | Marcatori | 80’ Wohlfarth 87’ Laudrup |

| Arbitro: | Kasper |

|               |           |  |
| Metschies 63’ | Marcatori |  |

| Arbitro: | Wiesel |

|             |           |  |
| Fischer 34’ | Marcatori |  |

| Arbitro: | Neuner |

|          |           |                           |
| Bach 21’ | Marcatori | 51’ Herrlich 87’ Jorginho |

| Arbitro: | Merk |

|                   |           |  |
| Zander 42’ (rig.) | Marcatori |  |

| Leverkusen 2 aprile 1991, ore 20:00 CEST 23ª giornata | Bayer Leverkusen | 0 – 0 referto | Stoccarda | Ulrich-Haberland-Stadion (11 000 spett.)\| Arbitro: \| Mierswa \| |
| Arbitro:                                              | Mierswa          |               |           |                                                                   |

| Arbitro: | Osmers |

|                             |           |  |
| Schütterle 31’ Reichert 77’ | Marcatori |  |

| Arbitro: | Umbach |

|                                      |           |                         |
| Ernst 10’ (aut.) Schreier 57’ (rig.) | Marcatori | 62’ Labbadia 90’ Schupp |

| Arbitro: | Amerell |

|  |           |                         |
|  | Marcatori | 12’ Kirsten 62’ Leśniak |

| Arbitro: | Schmidhuber |

|                                                      |           |                               |
| Leśniak 10’ Kirsten 46’ Foda 68’ Schreier 79’ (rig.) | Marcatori | 34’ (rig.) Heinemann 68’ Kohn |

| Arbitro: | Tritschler |

|            |           |              |
| Allofs 85’ | Marcatori | 33’ Schreier |

| Arbitro: | Strigel |

|                          |           |                                                                      |
| Fischer 80’ Herrlich 82’ | Marcatori | 59’ Pflipsen 60’ Wynhoff 84’ (rig.) Kastenmaier 87’ Schulz 89’ Spies |

| Arbitro: | Scheuerer |

|          |           |            |
| Götz 18’ | Marcatori | 2’ Fischer |

| Arbitro: | Boos |

|                          |           |                      |
| Stammann 19’ Kirsten 41’ | Marcatori | 14’ Spörl 31’ Furtok |

| Arbitro: | Matheis |

|                              |           |             |
| Turowski 19’, 68’ Yeboah 22’ | Marcatori | 49’ Kirsten |

| Arbitro: | Birlenbach |

|                 |           |                         |
| Kree 43’ (rig.) | Marcatori | 73’ Poschner 77’ Schulz |

| Arbitro: | Fux |

|              |           |                       |
| Zetzmann 84’ | Marcatori | 9’ Buncol 48’ Kirsten |

### Coppa di Germania
| Arbitro: | Augar |

|  |           |                                               |
|  | Marcatori | 4’, 63’ Kirsten 21’ Thom 56’ Fischer 76’ Kree |

| Arbitro: | Broska |

|  |           |             |
|  | Marcatori | 69’ Zietsch |

### Coppa UEFA
| Arbitro: | Cooper |

|             |           |  |
| Kirsten 41’ | Marcatori |  |

| Arbitro: | Varga |

|          |           |             |
| Paus 84’ | Marcatori | 97’ Kirsten |

| Arbitro: | Namoğlu |

|                  |           |                     |
| Świerczewski 85’ | Marcatori | 27’ Thom 48’ Buncol |

| Arbitro: | Natri |

|                                                    |           |  |
| Leśniak 28’ Jorginho 78’ Herrlich 82’ Schreier 88’ | Marcatori |  |

| Arbitro: | Spirin |

|                               |           |  |
| Frank 5’, 66’ Christensen 60’ | Marcatori |  |

| Leverkusen 12 dicembre 1990 Ottavi di finale | Bayer Leverkusen | 0 – 0 referto | Brøndby | Ulrich-Haberland-Stadion (10 000 spett.)\| Arbitro: \| Marcos \| |
| Arbitro:                                     | Marcos           |               |         |                                                                  |

## Statistiche

### Statistiche di squadra
| Competizione      | Punti | In casa | In casa | In casa | In casa | In casa | In casa | In trasferta | In trasferta | In trasferta | In trasferta | In trasferta | In trasferta | Totale | Totale | Totale | Totale | Totale | Totale | DR |
| Competizione      | Punti | G       | V       | N       | P       | Gf      | Gs      | G            | V            | N            | P            | Gf           | Gs           | G      | V      | N      | P      | Gf     | Gs     | DR |
| ----------------- | ----- | ------- | ------- | ------- | ------- | ------- | ------- | ------------ | ------------ | ------------ | ------------ | ------------ | ------------ | ------ | ------ | ------ | ------ | ------ | ------ | -- |
| Bundesliga        | 35    | 17      | 7       | 7       | 3       | 29      | 23      | 17           | 4            | 6            | 7            | 18           | 23           | 34     | 11     | 13     | 10     | 47     | 46     | +1 |
| Coppa di Germania | -     | 1       | 0       | 0       | 1       | 0       | 1       | 1            | 1            | 0            | 0            | 5            | 0            | 2      | 1      | 0      | 1      | 5      | 1      | +4 |
| Coppa UEFA        | -     | 3       | 2       | 1       | 0       | 5       | 0       | 3            | 1            | 1            | 1            | 3            | 5            | 6      | 3      | 2      | 1      | 8      | 5      | +3 |
| Totale            | 35    | 21      | 9       | 8       | 4       | 34      | 24      | 21           | 6            | 7            | 8            | 26           | 28           | 42     | 15     | 15     | 12     | 60     | 52     | +8 |

### Andamento in campionato
| Giornata  | 1 | 2 | 3 | 4 | 5 | 6 | 7 | 8 | 9 | 10 | 11 | 12 | 13 | 14 | 15 | 16 | 17 | 18 | 19 | 20 | 21 | 22 | 23 | 24 | 25 | 26 | 27 | 28 | 29 | 30 | 31 | 32 | 33 | 34 |
| --------- | - | - | - | - | - | - | - | - | - | -- | -- | -- | -- | -- | -- | -- | -- | -- | -- | -- | -- | -- | -- | -- | -- | -- | -- | -- | -- | -- | -- | -- | -- | -- |
| Luogo     | T | C | T | C | C | T | C | T | C | T  | C  | T  | C  | T  | C  | T  | C  | C  | T  | C  | T  | T  | C  | T  | C  | T  | C  | T  | C  | T  | C  | T  | C  | T  |
| Risultato | N | N | N | V | V | V | V | P | N | P  | N  | N  | V  | P  | N  | N  | V  | P  | P  | V  | V  | P  | N  | P  | N  | V  | V  | N  | P  | N  | N  | P  | P  | V  |
| Posizione | 7 | 9 | 8 | 6 | 3 | 2 | 3 | 4 | 4 | 6  | 7  | 7  | 6  | 7  | 6  | 7  | 5  | 6  | 8  | 7  | 6  | 6  | 6  | 9  | 9  | 7  | 7  | 7  | 8  | 8  | 8  | 8  | 8  | 8  |

Legenda:

Luogo: C = Casa; T = Trasferta. Risultato: V = Vittoria; N = Pareggio; P = Sconfitta.

### Statistiche dei giocatori
| Giocatore      | Bundesliga | Bundesliga | Bundesliga  | Bundesliga | Coppa di Germania | Coppa di Germania | Coppa di Germania | Coppa di Germania | Coppa UEFA | Coppa UEFA | Coppa UEFA  | Coppa UEFA | Totale   | Totale | Totale      | Totale     |
| Giocatore      | Presenze   | Reti       | Ammonizioni | Espulsioni | Presenze          | Reti              | Ammonizioni       | Espulsioni        | Presenze   | Reti       | Ammonizioni | Espulsioni | Presenze | Reti   | Ammonizioni | Espulsioni |
| -------------- | ---------- | ---------- | ----------- | ---------- | ----------------- | ----------------- | ----------------- | ----------------- | ---------- | ---------- | ----------- | ---------- | -------- | ------ | ----------- | ---------- |
| A. Buncol      | 18         | 1          | 2           | 0          | 0                 | 0                 | 0                 | 0                 | 2          | 1          | 0           | 0          | 20       | 2      | 2           | 0          |
| M. Feinbier    | 13         | 0          | 2           | 0          | 2                 | 0                 | 0                 | 0                 | 3          | 0          | 0           | 0          | 18       | 0      | 2           | 0          |
| A. Fischer     | 26         | 3          | 4           | 0          | 1                 | 1                 | 0                 | 0                 | 3          | 0          | 0           | 0          | 30       | 4      | 4           | 0          |
| F. Foda        | 25         | 3          | 6           | 0          | 2                 | 0                 | 0                 | 0                 | 4          | 0          | 0           | 0          | 31       | 3      | 6           | 0          |
| D. Heinen      | 0          | 0          | 0           | 0          | 0                 | 0                 | 0                 | 0                 | 0          | 0          | 0           | 0          | 0        | 0      | 0           | 0          |
| H. Herrlich    | 18         | 3          | 3           | 0          | 1                 | 0                 | 0                 | 0                 | 3          | 1          | 0           | 0          | 22       | 4      | 3           | 0          |
| T. Hörster     | 14         | 0          | 5           | 0          | 2                 | 0                 | 0                 | 0                 | 4          | 0          | 0           | 0          | 20       | 0      | 5           | 0          |
| J. Jorginho    | 30         | 2          | 3           | 1          | 2                 | 0                 | 1                 | 0                 | 6          | 1          | 0           | 0          | 38       | 3      | 4           | 1          |
| U. Kirsten     | 32         | 11         | 5           | 0          | 2                 | 2                 | 0                 | 0                 | 5          | 2          | 0           | 0          | 39       | 15     | 5           | 0          |
| M. Kree        | 32         | 2          | 5           | 0          | 2                 | 1                 | 0                 | 0                 | 6          | 0          | 0           | 0          | 40       | 3      | 5           | 0          |
| M. Leśniak     | 31         | 4          | 1           | 0          | 1                 | 0                 | 1                 | 0                 | 2          | 1          | 0           | 0          | 34       | 5      | 2           | 0          |
| I. Lupescu     | 29         | 1          | 5           | 1          | 2                 | 0                 | 0                 | 0                 | 6          | 0          | 0           | 0          | 37       | 1      | 5           | 1          |
| O. Pagé        | 3          | 1          | 0           | 0          | 0                 | 0                 | 0                 | 0                 | 0          | 0          | 0           | 0          | 3        | 1      | 0           | 0          |
| J. Radschuweit | 0          | 0          | 0           | 0          | 0                 | 0                 | 0                 | 0                 | 0          | 0          | 0           | 0          | 0        | 0      | 0           | 0          |
| A. Reinhardt   | 16         | 0          | 2           | 0          | 2                 | 0                 | 0                 | 0                 | 4          | 0          | 0           | 0          | 22       | 0      | 2           | 0          |
| K. Reinhardt   | 29         | 0          | 6           | 1          | 2                 | 0                 | 0                 | 0                 | 5          | 0          | 0           | 0          | 36       | 0      | 6           | 1          |
| C. Schreier    | 27         | 9          | 2           | 0          | 2                 | 0                 | 0                 | 0                 | 6          | 1          | 0           | 0          | 35       | 10     | 2           | 0          |
| M. Schröder    | 3          | 0          | 0           | 0          | 0                 | 0                 | 0                 | 0                 | 0          | 0          | 0           | 0          | 3        | 0      | 0           | 0          |
| E. Seckler     | 15         | 0          | 2           | 0          | 0                 | 0                 | 0                 | 0                 | 3          | 0          | 0           | 0          | 18       | 0      | 2           | 0          |
| M. Stammann    | 15         | 1          | 2           | 0          | 0                 | 0                 | 0                 | 0                 | 1          | 0          | 0           | 0          | 16       | 1      | 2           | 0          |
| A. Thom        | 17         | 5          | 3           | 0          | 1                 | 1                 | 0                 | 0                 | 6          | 1          | 0           | 0          | 24       | 7      | 3           | 0          |
| J. Tschiedel   | 0          | 0          | 0           | 0          | 0                 | 0                 | 0                 | 0                 | 0          | 0          | 0           | 0          | 0        | 0      | 0           | 0          |
| R. Vollborn    | 34         | 0          | 1           | 0          | 2                 | 0                 | 0                 | 0                 | 6          | 0          | 0           | 0          | 42       | 0      | 1           | 0          |
| J. de Keyser   | 4          | 0          | 0           | 0          | 0                 | 0                 | 0                 | 0                 | 2          | 0          | 0           | 0          | 6        | 0      | 0           | 0          |
| M. von Ahlen   | 0          | 0          | 0           | 0          | 0                 | 0                 | 0                 | 0                 | 0          | 0          | 0           | 0          | 0        | 0      | 0           | 0          |